# 趙隆泰
趙 隆泰（チョ・リュンテ、チョソングル:조륭태、1994年4月9日 - ）は、大阪府出身の元ラグビー選手。

## プロフィール
- ポジションはプロップ(PR)。
- 身長 180cm、体重 88kg

## 略歴
2013年、大阪朝鮮高校卒業後、同志社大学に入る。なお大阪朝鮮高校時代、副将を務めたことがある。
2017年、同志社大学卒業後、NTTドコモレッドハリケーンズに加入。
2020年、現役を引退した。